# Johannes Deurloo
Johannes Maris Deurloo, född 31 januari 1930 i Rotterdam, Nederländerna, död 18 juli 2020 i Skärholmens distrikt, Stockholms län, var biskop i Den sanna grekisk-ortodoxa kyrkan, ikonmålare och kyrkoherde vid Heliga Konstantin och Helenas ortodoxa kyrka i Vårberg i Stockholm.

## Biografi
Johannes Deurloo föddes den 31 januari 1930 nära Rotterdam i Nederländerna. Hans föräldrar var bönder och reformerta till tron. När han gick i grundskolans högstadium konverterade han till den Romersk-katolska kyrkan mot sina föräldrars vilja och anslöt sig så småningom till Fransciskanerklostret i Weert Limburg vid en ålder av 19 år 1949. Vid klostret slutförde han de teologiska studier han anmodats och gick även igenom ett treårigt program i konstvetenskap genom École nationale supérieure des Beaux-Arts i Paris. Han tog så småningom ett certifikat i konstrestaurering. Genom sina konststudier kom han i kontakt med ikonografin och blev intresserad av den ortodoxa kyrkan.
Efter en kris i tron i samband med det Andra Vatikankonciliet lämnade han den romersk-katolska tron och flyttade 1965 till Sverige, där han så småningom gifte sig med Monica Johannesson. Tillsammans fick de två barn, Anders och Cecilia, och 1973 konverterade hela familjen till den ortodoxa kyrkan.
1976 vigdes Johannes till diakon av Metropolit Irinei, som då tillhörde den "Fria Serbiska kyrkan", som nu är återförenad med det Serbiska patriarkatet. 1977 upphöjde Metropolit Irinei honom till presbyter och gav honom i uppdrag att betjäna de serbiska församlingarna i Stockholm och Malmö.
1985 då han var bekymrad över den serbiska kyrkans ekumeniska aktivitet och vissa pastorala problem vädjade han att bli mottagen av Metropolit Kyprianos till den Heliga Motståndssynoden, vilket också skedde. 1990 tilldelades Biskop Johannes en Theol. Lic. av Center of Traditionalist Orthodox Studies, Etna (USA) för uppsatsen "History and Idea of the Holy Icon in the Orthodox Church". 1988 gick Johannes dotter i kloster vid St. Elizabeth, the Grand Duchess of Russia i Etna (USA) och är nu schemanunna under namnet Justina. Alldeles före Johannes presbytera insomnade i början på 1999 vigdes hon till det stora schemat under namnet Parthenia. Johannes själv tonsurerades till munk 19 april / 2 maj 1999. Fyra dagar senare upphöjdes han till Arkimandrit.
28 februari / 12 mars 2000 konsekrerades han till titulärbiskop av Makarioupolis vid de Heliga Kyprianos och Justina kloster, Fili (Athen) Grekland. Konsekratörer var Metropolit Kyprianos av Oropos och Fili, Ärkebiskop Chrysostomos av Etna och Biskop Mikael av Nora. Deltog gjorde också Biskop Chrysostomos av Christianoupolis, Biskop Ambrosios av Methoni, Biskop Angelos av Salona, Biskop Auxentios av Photiki och Biskop Symeon av Lampsakos.